# 海峡杯全国囲棋招待戦
海峡杯全国囲棋招待戦（かいきょうはいぜんこくいきしょうたいせん、海峡杯全国围棋邀请赛）は、中国の囲碁の棋戦。1986年から1991年まで6期実施。1986-87年には女子戦も行われた。福建省で開催された。
- 主催 福建省海峡文芸出版社

トーナメント制で行われた。第1期は45名、第2期は150名が出場。

## 優勝者と決勝戦
（左が優勝者）
男子
1. 1986年 呉玉林 - 楊普華
2. 1987年 兪斌 - 王剣坤
3. 1988年           - 鄭弘
4. 1989年 邵煒剛 - 王輝
5. 1990年 李剛 - 楊士海
6. 1991年 梁鶴年 (2位)李明泰・李豫川
女子
1. 1986年 張璇 - 宋麗
2. 1987年 豊雲 - 華学明